# Crahay
Crahay is een Belgisch historisch merk van motorfietsen.
Volgens "Paul Kelecom: Monographie des Industries du Bassin de Liège, Industrie du Cycle et de l'Automobile, Paul Kelecom, Liège 1905" produceerde dit bedrijf in 1905 motorfietsen in Luik, maar er is verder niets over bekend.